# Stazione di Prato alla Drava
La stazione di Prato alla Drava (in tedesco Winnebach) era una fermata ferroviaria posta sulla linea San Candido-Maribor.
Si trovava a Prato alla Drava, prospiciente il punto nel quale via San Silvestro si immette sulla strada statale 49 della Pusteria. Essa era la stazione della linea sita in territorio italiano più prossima al confine con l'Austria.

## Storia
La fermata venne attivata nel 1961 in sostituzione dell'originaria stazione di Versciaco-Prato, al fine di meglio servire la località di Prato alla Drava.
Architettonicamente la fermata era identica alla coeva stazione di Versciaco: essendo però in tale punto la linea ferroviaria posta su un leggero rilevato, la fermata di Prato alla Drava era dotata anche di un piano inferiore in muratura utilizzato come deposito.
Rimasta senza traffico dal 1989, la fermata è stata formalmente soppressa in data 6 marzo 2018.

## Strutture e impianti
Sebbene si trovasse in territorio italiano e fosse gestita da RFI, la stazione è elettrificata secondo gli standard austriaci, ovvero con linea aerea di contatto a corrente alternata monofase di 15 000 V 16,7 Hz, in luogo dei 3 000 V a corrente continua adottati in Italia (il cambio di tensione avviene infatti presso la stazione di San Candido). La palificazione che regge la linea aerea è invece di tipo italiano.